# Katastralgemeinde Bairberg
Die Katastralgemeinde Bairberg ist eine von sieben Katastralgemeinden der Gemeinde Guttaring im Bezirk Sankt Veit an der Glan in Kärnten. Sie hat eine Fläche von 863,06 ha (Stand 31. Dezember 2023).
Die Katastralgemeinde gehört zum Sprengel des Vermessungsamtes Klagenfurt.

## Lage
Die Katastralgemeinde liegt im Norden des Bezirks Sankt Veit an der Glan, im Guttaringer Bergland, im Norden der Gemeinde Guttaring. Sie grenzt im Westen und Nordwesten an die zur Gemeinde Friesach gehörende Katastralgemeinde Zeltschach, im Nordosten und Osten an die zur Gemeinde Hüttenberg gehörende Katastralgemeinde Unterwald und im Süden an die Guttaringer Katastralgemeinden Waitschach und Verlosnitz. Die Katastralgemeinde erstreckt sich über eine Höhenlage von 847 m ü. A. am Silberbach am Südrand der Katastralgemeinde bis zu 1562 m ü. A. am Waldkogel am Nordostrand der Katastralgemeinde.

## Ortschaften
Auf dem Gebiet der Katastralgemeinde Bairberg liegt die Ortschaft Baierberg sowie am Südwestrand der zur Ortschaft Ratteingraben zählende Hof Höfferer.

## Vermessungsamt-Sprengel
Die Katastralgemeinde gehört seit 1. Jänner 1998 zum Sprengel des Vermessungsamtes Klagenfurt. Davor war sie Teil des Sprengels des Vermessungsamtes St. Veit an der Glan.

## Geschichte
Ende des 18. Jahrhunderts wurden die Kärntner Steuergemeinden (später: Katastralgemeinden) gebildet und Steuerbezirken zugeordnet. Die Steuergemeinde Bairberg wurde Teil des Steuerbezirks Althofen (Herrschaft und Landgericht).
Im Zuge der Reformen nach der Revolution 1848/49 wurden in Kärnten die Steuerbezirke aufgelöst und Ortsgemeinden gebildet, die jeweils das Gebiet einer oder mehrerer Steuergemeinden umfassten. Die Steuer- bzw. Katastralgemeinde Bairberg wurde zunächst Teil der Gemeinde Waitschach. Die Größe der Katastralgemeinde wurde 1849 mit 1501 Österreichischen Joch und 280 Klaftern (ca. 864 ha, also etwa die heutige Fläche) angegeben; damals lebten 186 Personen in der Katastralgemeinde. 1865 wurde die Gemeinde Waitschach aufgelöst, die Katastralgemeinde Bairberg kam an die Gemeinde Guttaring.
Die Katastralgemeinde Bairberg gehörte ab 1850 zum politischen Bezirk Sankt Veit an der Glan und zum Gerichtsbezirk Althofen. Von 1854 bis 1868 gehörte sie zum Gemischten Bezirk Althofen. Seit der Reform 1868 ist sie wieder Teil des politischen Bezirks Sankt Veit an der Glan, zunächst als Teil des Gerichtsbezirks Althofen, und seit dessen Auflösung 1978 als Teil des Gerichtsbezirks St. Veit an der Glan.